# Nuits blanches (film, 1957)
Pour les articles homonymes, voir Nuit blanche.
Pour plus de détails, voir Fiche technique et Distribution.
Nuits blanches (titre original : Le notti bianche) est un film franco-italien réalisé par Luchino Visconti, sorti en 1957.
Il s'agit de l'adaptation de la nouvelle éponyme de Fiodor Dostoïevski, publiée en 1848.

## Synopsis

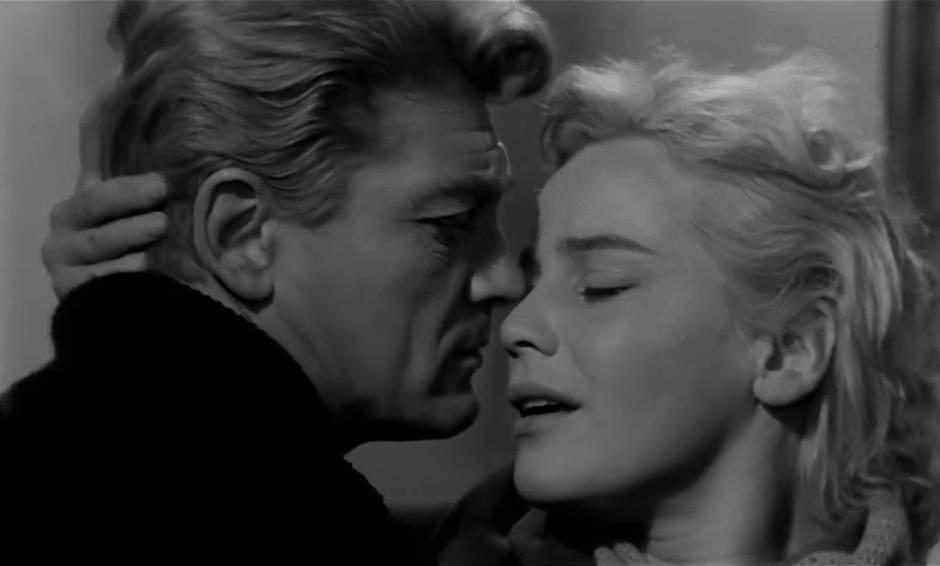
Jean Marais (le locataire) et Maria Schell (Natalia), dans une scène du film.

En Italie, Mario, un jeune homme, arrive à Livourne pour un nouveau travail. Sans parents ni amis, il vit seul dans une pension. Une nuit, errant près d’un pont enjambant un canal, heureux d’échapper à sa solitude, il croise Natalia, une jeune fille étrange qui est en pleurs.
La nuit suivante, il la revoit, toujours au même endroit. Tantôt extatique, tantôt accablée, elle a un comportement intrigant qui fascine Mario. Elle finit par lui avouer qu’elle fugue chaque nuit pour attendre, sur ce pont, l'homme qu'elle aime et qui lui a donné rendez-vous à cet endroit un an auparavant. Natalia vit seule avec sa grand-mère presque aveugle, et ensemble elles subsistent en réparant des tapis avec une vieille ouvrière et en louant une chambre de leur maison. Un an plus tôt, elle est tombée amoureuse du locataire de cette chambre. Ce dernier était très attentionné pour ses logeuses, leur ayant procuré des revues et des livres et les ayant invitées à une soirée à l’opéra. Une attirance réciproque rapprocha ce bel inconnu de Natalia qui imagina avoir trouvé l’homme idéal, ni jeune ni vieux, pour exaucer son rêve de bonheur, autrement dit l’arrivée de la « lumière » dans « l’ombre » de sa vie. Mais un matin, Natalia apprit, folle de désespoir, que son « grand amour » venait de donner son congé. Avec beaucoup de tendresse, avant de partir pour d’impérieuses raisons, lui jurant qu’il l’aimait, il lui promit, sur ce pont, de revenir la chercher pour une vie commune une année plus tard. L'année vient de s'écouler, et Natalia l'attend anxieusement. Ému par ce récit, Mario, ne pouvant se résigner à donner crédit à l’histoire peu croyable qu’elle lui raconte, essaie de la persuader qu’elle ne reverra jamais son inconnu, mais aucun argument ne peut convaincre la jeune fille à renoncer à son fol espoir. Celle-ci lui annonce qu'elle sait que l'homme qu'elle attend est revenu en ville et elle charge Mario de lui remettre une lettre où elle lui donne rendez-vous. Mario fait mine d’accepter cette mission, cependant il n'en fait rien et déchire la lettre.
La troisième nuit, Mario rencontre à nouveau Natalia, et lui ment en disant qu'il a remis la lettre à celui qu'elle attend avec ferveur. Ensemble, ils vont dans un dancing, où Mario s'essaie à danser le rock, sous les rires de sa partenaire. Puis les couples s’enlacent tendrement. À l'heure du rendez-vous qu’elle avait fixé dans sa lettre non remise, Natalia quitte brusquement Mario pour espérer retrouver l'homme de ses rêves. Mario est viscéralement furieux, se laissant entraîner dans une bagarre de rue dont il sort mal en point.
La nuit suivante, retrouvant la jeune fille bredouille et déçue par l'absence de l’ancien locataire, Mario lui avoue qu'il a jeté la lettre. Natalia dit cependant ne plus vouloir retrouver l'homme qu'elle attendait. Cette fois, Mario pense parvenir enfin à se substituer à l’autre, car son amie est attendrie par ses douces et belles paroles poétiques, troublée et reconnaissante de sa patience. Elle semble maintenant partager le sentiment qu'éprouve Mario. Après avoir parcouru les rues désertes de Livourne, endormie sous la neige, les deux jeunes gens, tendrement enlacés, reviennent vers le canal ; peu après, au détour d’un chemin, ils aperçoivent au loin l’homme espéré par Natalia, debout près du pont, vêtu d’un ciré noir, chapeau sur la tête. La jeune fille pousse un cri de joie, se précipite vers l’inconnu ; puis elle revient demander pardon à Mario et retourne finalement vers celui qui a été fidèle à sa parole, et qu’elle n’a jamais oublié. Mario, après avoir remercié la jeune femme pour le moment de bonheur qu'elle lui a apporté, reste seul, le cœur chargé d’une immense déception.
De retour au point de départ, retrouvant le même chien errant qu'il avait rencontré au cours de la première nuit, Mario estime avoir dépensé naïvement toute son énergie à combattre le fantasme d'une obsession, plutôt que de reconnaître le triomphe du rêve et de l’imaginaire sur la réalité.

## Fiche technique
- Titre : Nuits Blanches
- Titre original : Le notti bianche
- Réalisation : Luchino Visconti
- Assistant-réalisateur : Rinaldo Ricci
- Scénario : Suso Cecchi D'Amico et Luchino Visconti, d'après une nouvelle de Fiodor Dostoïevski
- Photographie : Giuseppe Rotunno
- Cadreur : Silvano Ippoliti
- Montage : Mario Serandrei et assistant : Ruggero Mastroianni
- Musique : Nino Rota
- Direction d'orchestre : Franco Ferrara
- Chorégraphie : Dirk Sanders (non crédité au générique)
- Direction artistique : Mario Chiari et Mario Garbuglia
- Décors : Enzo Eusepi
- Costumes : Piero Tosi
- Producteurs : Franco Cristaldi, Jean-Paul Guilbert, Giuseppe Maggi, Mario Maggi
- Chef-opérateur du son : Vittorio Trentino
- Sociétés de production : Cinematografica Associati (CI.AS.) / Vides Cinematografica (Vides) / Intermondia Films
- Sociétés de distribution : Rank Film Distributors of Italy (Italie), Rank (France)
- Pays de production :  Italie
- Langue : italien
- Format : noir et blanc
- Genre : film dramatique, film d'amour
- Durée : 97 minutes
- Dates de sortie : 
  - Italie : 15 septembre 1957
  - France : 8 mai 1958
- Affiche : Gilbert Allard (France)

## Distribution
- Maria Schell : Natalia
- Marcello Mastroianni : Mario
- Jean Marais (voix italienne : Giorgio Albertazzi) : le locataire
- Marcella Rovena : la logeuse
- Maria Zanoli : la jeune fille
- Elena Fancera : la caissière
- Dirk Sanders : le danseur rock 'n' roll
- Clara Calamai : la prostituée
- Lys Assia : la chanteuse
- Alberto Carloni : l'aubergiste
- Ferdinando Gerra : le père
- Leonilde Montesi : la mère
- Romano Barbieri : le fils
- Anna Filippini : la fille
- Giorgio Listuzzi : le policier
- Sandro Moretti : le jeune homme
- Lanfranco Ceccarelli : un bagarreur
- Angelo Galassi : un bagarreur
- Renato Terra : un bagarreur
- Corrado Pani : un jeune homme
- Pietro Ceccarelli (it), Carla Foscari, Winni Riva, Sandra Verani (rôles indéterminés)

## Rêve ou réalité
En 1957, Nuits blanches marque le retour de Visconti au cinéma après trois ans d’interruption depuis Senso en 1954, superproduction en costumes historiques et mélodrame aux couleurs flamboyantes, avec lequel il s'était pour la première fois nettement démarqué du néoréalisme de ses débuts, dont il fut l’un des initiateurs à l’époque de La terre tremble en 1948.
Profondément troublé par l’insurrection de Budapest, en Hongrie en 1956, Visconti l'aristocrate marxiste souhaitait, selon Vieri Razzini, critique de cinéma et producteur, faire un film plus abstrait, n'ayant rien à voir avec la réalité contemporaine de l’époque du néoréalisme précédent car trouvant que ce dernier se répétait un peu trop, il voulait faire quelque chose de tout à fait nouveau, un chemin inédit pour de jeunes metteurs en scène. Visconti désirait aussi montrer aux producteurs et aux spectateurs italiens qu'il était capable de réaliser un film avec des moyens plus limités, en noir et blanc. Dans ce but, Visconti choisit d'adapter Les Nuits blanches, une nouvelle publiée en 1848 par Fiodor Dostoïevski, auteur qu’il connaissait bien pour avoir monté sur scène Crime et Châtiments en 1946.
Visconti choisit de traiter d’une manière onirique et théâtrale la trame de son film, tout en restant assez fidèle à la nouvelle d’origine de Dostoïevski, même s’il transposait l'histoire de la Russie de Saint-Pétersbourg du milieu du XIXe siècle à l’Italie du milieu du XXe siècle.
Son film entièrement tourné dans les studios de Cinecittá, permit au chef opérateur, Giuseppe Rotunno, de sculpter par des variations subtiles et splendides d'ombres et de lumières, une incertitude permanente entre le réalisme et l'onirisme, dans un décor de théâtre admirablement construit par les décorateurs, Mario Chiari et Mario Garbuglia, qui reconstituèrent une sorte de Venise hivernale et glacée avec ses arcades, ses rues étroites et sombres, ses petits ponts enneigés, par-dessus les canaux d’un port ressemblant à celui de Livourne, baigné dans l’atmosphère d’un remarquable brouillard persistant obtenu, comme sur scène, avec des voiles de tulle renforçant la tonalité du rêve.
Piero Tosi, le costumier du film, devait lui aussi veiller à ce que les habits des acteurs restent neutres, achetés sur les marchés, teintés pour un meilleur rendu en noir et blanc.
Ce jeu entre réalité et illusion, ce mélange des genres se retrouve aussi dans la bande musicale du film, qui mêle adroitement le rock endiablé du dancing, Le Barbier de Séville de la soirée à l’opéra et le thème romantique composé par Nino Rota.
« De ces moments suspendus entre réalité et artifice, banalité du quotidien et magie des rêves, naît une émotion qui va crescendo jusqu'à la déchirante scène finale, sous une neige d'illusions perdues. » écrit Télérama.
Le film de Visconti est partagé en trois parties nocturnes d’inégales longueurs : la rencontre de la première nuit, les rêves et les idéaux de Natalia durant la seconde et l’épilogue cruel de la troisième, entrecoupées des réveils matinaux de Mario dans sa pension de famille.
Cependant Visconti a modifié les deux personnages masculins par rapport à la nouvelle de Dostoïevski. Le locataire du film est toujours un personnage romantique mais, il est plus âgé avec une expérience et une autorité que n’a pas l’étudiant locataire du livre. Inversement, le personnage de Mario du film n’est pas le même que celui non nommé, âgé de 26 ans, du livre qui est plus rêveur, se berçant d’illusions lorsqu’il tombe amoureux de la Russe Nastenka, tout en sachant que le bonheur qu'il découvre lui est impossible et seul, sans amis, sans femme, il est fatalement condamné à un destin de solitude. Tandis que Mario, muté provisoirement dans cette ville, est avant tout un Latin, un séducteur et même s’il se laisse entraîner par Natalia, c’est un orgueilleux qui se fâche, se rebelle tout en étant capable d'être blessé. La caresse qu’il fait au chien perdu, à la fin du film, nous informe que cette aventure n'aura été pour lui qu'une étape et qu’il ne sera pas condamné à la solitude éternelle.
« La vraie rêveuse du film c'est Natalia dont le rêve devient réalité. Visconti positive la nouvelle : l'utopie est utile et change le monde. » écrit le cinéphile Jean-Luc Lacuve le 18 août 2010[réf. nécessaire].
Le contexte social est désormais inexistant, au profit de la seule romance impossible, de l’amour perdu entre un jeune homme solitaire, matérialiste et naïf et une jeune femme romantique qui passe des larmes aux rires, attendant le retour de son bien-aimé.
« Un récit ? Non : une goutte de rosée, un diamant de tendresse et de mélancolie. Visconti affrontait au départ une rude gageure : situer le conte typiquement russe en Italie. Faire croire, en Italie, à la nuit d’hiver, à la neige. Cette gageure, il l’a tenue, magnifiquement. Ses deux héros-enfants errent dans une ville pauvre où la guerre a laissé des ruines peuplées de noctambules divagants, de prostituées frileuses et de clochards allumant de maigres feux. Tout est vrai, tout est d’une beauté à crever le cœur, dans les blancs et les noirs de velours plus somptueux que les technicolors. Et c’est joué à la perfection par Maria Schell, Mastroianni, Jean Marais. » écrit Le Canard enchaîné.
« Une histoire douce-amère, dans laquelle Visconti analyse l’illusion de l’amour : le jeune homme est en réalité amoureux de l’amour et la femme attend vainement que ses rêves deviennent réalité. » écrit Vincent Pinel.
« Visconti réussit à créer de façon artificielle un climat étrange, d’une grande douceur et d’une infinie tendresse qui se dissipe sur une chute particulièrement cruelle. » écrit Jean Tulard.

## Distinctions
- Mostra de Venise 1957 : Lion d'argent
- Festival du film de Taormine (Sicile) 1958 : Rubans d'argent du meilleur acteur pour Marcello Mastroianni et de la meilleure musique de film pour Nino Rota

## Informations générales relatives au film
- Présidèrent à la naissance de Nuits blanches, l'aspiration, chez Luchino Visconti, à une fusion des genres (théâtre et cinéma) et des registres (réalisme et onirisme), mais aussi la volonté d'ouvrir des voies nouvelles, écartant désormais celles, anachroniques, du néoréalisme. On souhaitait, par ailleurs, offrir à l'acteur Marcello Mastroianni un rôle plus valorisant que celui d'éternel « chauffeur de taxi ».
- L'objectif demeurait pourtant de réaliser un film, certes original, mais dans un laps de temps raisonnable — moins de huit semaines —, et suivant un budget le moins onéreux possible. Si le premier pari fut tenu, le second le fut nettement moins : la scénariste fidèle de Luchino Visconti, Suso Cecchi D'Amico, confiait « avoir passé des mois de terreur noire » dans l'appréhension de finir avec les huissiers aux trousses.
- Pour la première fois, Luchino Visconti fit reconstituer son décor à Cinecittà : celui du quartier Venezia de la vieille Livourne où il voulut situer son action. Les effets de brouillard, plus ou moins dense, furent rendus, comme au théâtre, à l'aide de voiles de tulle de la plus belle qualité, donc fort dispendieuse. Quant à la photographie, elle revêtit pour le cinéaste italien une importance considérable et il la traita comme « un scénario ». Il disait, à ce propos : « [il faut] que tout soit comme si c'était artificiel, faux ; mais quand on a l'impression que c'est faux, ça doit devenir comme si c'était vrai. » Visconti ajouta, plus tard : « Éviter de faire du théâtre au cinéma n'est pas une règle ; il suffit de repenser aux origines, à Méliès par exemple. »[8]
- Séduit par l'actrice autrichienne Maria Schell, les « yeux les plus chers de l’histoire du cinéma » de l’époque, Luchino Visonti tenait absolument à elle pour le rôle de Natalia. Or, celle-ci, au faîte de sa gloire, exigea un cachet extrêmement élevé. Ceci alourdit la facture d'un film qui, à l'origine, devait être économique. Maria Schell, accusée d'être, parfois, trop larmoyante, eut un jeu sobre et émouvant, et la qualité de prononciation et d'intonation de son italien, qu'elle affirmait avoir appris en quinze jours, fut proprement miraculeux.
- Sandro Cassati a écrit[9] : « Après un tour d’horizon des comédiens éventuellement disponibles et dont aucun ne semble trouver grâce aux yeux de Visconti, Jean Marais lui demande quel type d’acteur il cherche au juste. Visconti avoue timidement que c’est Marais lui-même qu’il verrait ou voudrait dans le rôle, mais qu’il n’a pas osé lui demander de peur d’essuyer un refus, le personnage n’apparaissant que peu à l’écran. Marais accepte bien volontiers arguant du fait qu’aucun rôle n’est mineur ou petit dans un film du grand Visconti. »[10]
- La danse occupe une place centrale dans cette « chorégraphie des sentiments », selon l'expression de Freddy Buache[11]. On se remémorera la prestation endiablée du danseur rock 'n' roll Dirk Sanders sur la chanson Thirteen Women de Bill Haley puis celle, pareillement déchaînée, de Marcello Mastroianni.
- D’autres adaptations de la nouvelle de Dostoïevski ont été faites à l’écran : voir l’article Les Nuits blanches.
- Le film de Visconti est ressorti en salle dans une version restaurée en février 2020[12],[13].